# Henri Deglane
Jean Henri Deglane (Limoges, 22 giugno 1902 – Chamalières, 7 luglio 1975) è stato un lottatore francese.

## Palmarès
Olimpiadi
- 1 medaglia:
  - 1 oro (lotta greco-romana - pesi massimi a Parigi 1924)